# De man uit de verte
De man uit de verte is het vijfde gepubliceerde 'Schaduw'-verhaal van Havank. De eerste druk verscheen in 1937 bij A.W. Bruna & Zoon.

## Plot
Silvère reist af naar de zon overgoten stranden van de Cote d'Azur voor een welverdiende vakantie samen met de Schaduw en zijn gezin, maar een avondje uit wordt afgesloten met een moord, waarbij zowel vakantievrienden als zijn vakantieliefde meer bij betrokken zijn dan ze willen toegeven. 
Het slachtoffer blijkt een Parijse danseres te zijn, en een bezoek van de Schaduw aan zomers Parijs levert waardevolle aanwijzingen op. Na een tweede moord aresteert Silvère uiteindelijk de dader, en blijkt het motief voor de moorden wortels te hebben in Afrika.